# Jelena Sergejewna Katina

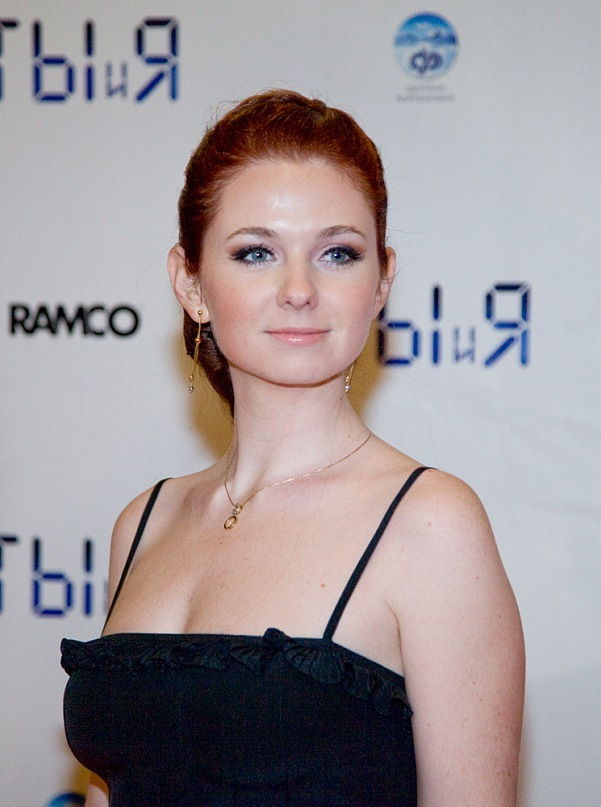
Jelena Katina (2011)

Jelena „Lena“ Sergejewna Katina (russisch Елена Сергеевна Катина, wiss. Transliteration Elena Sergeevna Katina; * 4. Oktober 1984 in Moskau, UdSSR) ist eine russische Sängerin. Zusammen mit Julija Wolkowa bildete sie von 1999 bis 2011 das Pop-Duo t.A.T.u. und führt ihre Gesangskarriere seit der Auflösung der Band als Solokünstlerin fort. Im nicht-russischsprachigen Ausland tritt sie als Lena Katina auf und publiziert unter diesem Namen auch ihre musikalischen Veröffentlichungen.

## Leben

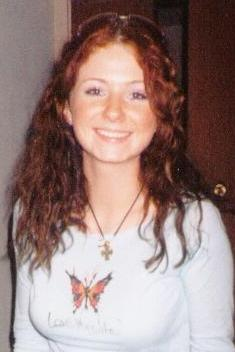
Katina zu t.A.T.u.-Zeiten (2003)

### Jugend und Karriere mit t.A.T.u.
Als Tochter des Musikers Sergei Wassiljewitsch Katin und der Hausfrau Inessa Wsewolodowna Katina wurde sie 1984 geboren und wuchs im Moskauer Stadtteil Krylatskoje auf. Sie hat eine Halbschwester, Katja, und einen Halbbruder, Iwan. Mit acht Jahren begann sie eine Klavierausbildung. 1994 wurde sie Mitglied im russischen Kinder-Ensemble „Авеню“ (Avenue). Mit 11 Jahren wurde sie in die sehr erfolgreiche Jugend-Musikgruppe „Непоседы“ (Neposedy) aufgenommen, wo auch Wolkowa bereits Mitglied war. Mit „Neposedy“ trat sie unter anderem auch einmal in Italien auf und hatte zwei Auftritte in einer russischen Fernsehserie.
Nachdem sie im Alter von 14 Jahren „Neposedy“ verlassen hatte, wurde Katina 1999 von Iwan Schapowalow gecastet. Ursprünglich waren Antikriegskonzerte gegen die Bombardierung Jugoslawiens durch die NATO mit Katina als Solokünstlerin geplant, nach kurzer Zeit wurde aber entschieden, ein Duo zu bilden. Gemeinsam mit Julija Wolkowa entstand so noch im gleichen Jahr t.A.T.u. In der Gruppe übernahm sie die Rolle des frechen, rothaarigen Mädchens – der Gegenpart zur burschikosen Wolkowa. Katina fügte sich leicht in diese Rolle ein, da sie auch privat ein sehr viel ruhigerer Typ als Wolkowa ist. Bei Presseterminen im Ausland übernahm Katina zusätzlich die Rolle der Dolmetscherin, da sie, im Gegensatz zu Wolkowa, bereits sehr gut Englisch sprach.
t.A.T.u.s russischsprachige Veröffentlichungen erlangten in Russland und Osteuropa große Popularität, mit englischsprachigen Hits war das Duo ab Ende 2002 auch weltweit erfolgreich. Nach dem ersten Erfolg kam es zu Differenzen innerhalb des Duos. Sie trennten sich von ihrem Manager und Produzenten Schapowalow, und Wolkowa wurde schwanger. Daraufhin gab es Gerüchte, dass sich t.A.T.u. auflöse und Katina eine Solokarriere startete. Doch bereits kurz nach der Geburt von Wolkowas Tochter im September 2004 gingen die beiden wieder ins Studio und veröffentlichten 2005 ihr drittes Studioalbum Dangerous and Moving. Mit der Single All About Us, die in den meisten europäischen Ländern die Top 10 der Charts erreichte, gelang der Gruppe ein weltweites Comeback. 2008 erschien t.A.T.u.s fünftes Studioalbum Весёлые Улыбки, ein Jahr später die englische Version Waste Management, die zwar in Russland und Südamerika erfolgreich waren, zum ersten Mal in t.A.T.u.s Bandgeschichte aber keinen europäischen Hit mehr hervorbrachten.
2003 wurde Katina von den Lesern der Zeitschrift Maxim auf Platz zehn der „Hot 100“ der erotischsten Frauen gewählt.

### Solokarriere

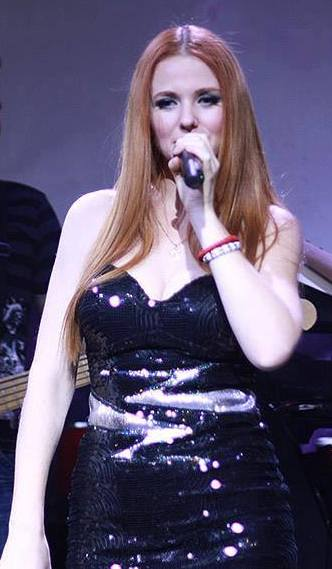
Jelena Katina bei einem Konzert in Mexiko im November 2013

Seit dem Frühjahr 2009 arbeitet Katina verstärkt an ihrer Solokarriere, nachdem die Arbeit am Projekt t.A.T.u. erst vermindert und 2011 letztlich ganz beendet worden war. Am 17. Juni 2011 veröffentlichte sie ihre erste Solo-Single Never Forget über den mexikanischen Radiosender FM Tu Monterrey. Am 2. August wurde das dazugehörige Musikvideo geleakt; als ursprüngliches Veröffentlichungsdatum war der 15. August vorgesehen. Das zur Single gehörende Musikvideo wurde durch ein Zuschauervoting auf MTV Russland zum besten Musikvideo des Jahres 2011 gewählt. Ein 2012 erschienener Remix zu Never Forget von Dave Audé, mit dem sie bereits zwischen 2001 und 2005 als t.A.T.u.-Sängerin zusammengearbeitet hatte, konnte sich in den Charts mehrerer Länder platzieren, darunter in Griechenland, Italien und Brasilien. Nach acht Wochen in den US Dance/Club Charts erreichte die Single die Spitzenposition, was vor Katina noch keinem russischen Solokünstler gelungen war. Im Herbst 2013 erreichte sie mit der Single Lift Me Up erneut die US-Hitparade. Am 17. März 2014 veröffentlichte Katina ihr erstes Live-Album European Fan Weekend 2013 Live, das bei einem Konzert in Köln aufgenommen worden war. Am 18. November 2014 folgte schließlich die Veröffentlichung ihres Debüt-Studioalbums This Is Who I Am.
Nach der Geburt ihres Sohnes im Mai 2015 zog sie sich für einige Zeit aus der Öffentlichkeit zurück, um sich auf ihre Rolle als Mutter zu konzentrieren. Das spanische Album Esta Soy Yo, das Lieder von Katinas Debütalbum This Is Who I Am auf Spanisch beinhaltet und ihren spanischsprachigen Fans gewidmet ist, wurde im Juli 2016 veröffentlicht. Mit der Veröffentlichung ihrer Single Silent Hills am 22. November 2017 kehrte Katina wieder in das Musikbusiness zurück. Am 25. Dezember 2017 folgte die in Zusammenarbeit mit Daddy Mercury aufgenommene Single Here I Go Again. Daraufhin wandte sich Katina der Arbeit an einem russischsprachigen Album zu. Am 4. März 2018 veröffentlichte Katina die erste Single des geplanten russischsprachige Albums После нас (Posle Nas; Nach uns), die an die gemeinsame Zeit mit Wolkowa als t.A.T.u. erinnert. In den folgenden Monaten veröffentlichte Katina weitere russischsprachige Lieder. Am 26. Juli 2019 erschien schließlich das Album Моно (Mono).

### Privatleben
Katina begann ein Psychologie-Studium in Moskau, das sie aber Medienberichten zufolge für die Vermarktung von Dangerous and Moving abbrach. Sie bezeichnet sich selbst als sehr religiös und geht regelmäßig in die Kirche, obwohl sie für ihren Einsatz für Schwule und Lesben von Seiten der Russisch-Orthodoxen Kirche stark kritisiert wurde.
Am 13. August 2013 heiratete Katina den serbisch-slowenischen Musiker Saša Kuzmanović, mit dem sie bereits seit 2010 liiert war. Am 22. Mai 2015 brachte sie den gemeinsamen Sohn Alexander zur Welt. Nachdem sie einige Jahre in Los Angeles, Kalifornien (USA) gelebt und gearbeitet hatte, kehrte sie im Frühjahr 2015, kurz vor der Geburt ihres Sohnes, in ihre Heimatstadt Moskau zurück. 2019 trennten sich Katina und Kuzmanović. Im Juni 2022 heiratete sie den russischen Geschäftsmann Dimitri Spiridonow, mit dem sie 2023 ein gemeinsames Kind bekam.

## Diskografie

### Alben
- 2014: European Fan Weekend 2013 Live (Live-Album eines Konzertes im Oktober 2013 in Köln)
- 2014: This Is Who I Am
- 2016: Esta Soy Yo
- 2019: Моно (Mono)

### Singles
- 2011: Never Forget (Lost in This Dance; Erstveröffentlichung: 4. August 2011)
- 2011: Tic Toc (Belanova feat. Lena Katina; Erstveröffentlichung: 26. September 2011)
- 2012: Never Forget (Remix) (Dave Audé feat. Lena Katina; Erstveröffentlichung: 12. März 2012)
- 2012: RAWsession – 07.14.11 (Erstveröffentlichung: 16. März 2012; Live-Single)
- 2012: Melody (Clark Owen feat. Lena Katina; Erstveröffentlichung: 24. April 2012)
- 2012: Melody – The Remixes (Clark Owen feat. Lena Katina; Erstveröffentlichung: 4. Mai 2012; Remix-Single)
- 2013: Lift Me Up (Erstveröffentlichung: 3. Oktober 2013)
- 2013: Paradise (Sergio Galoyan feat. Lena Katina; Erstveröffentlichung: 18. Juli 2013)
- 2013: Shot / Я буду рядом (Ya budu ryadom) (T-Killah feat. Lena Katina; Erstveröffentlichung: 30. September 2012 / 14. April 2013)
- 2014: Century (Re:boot (Kiro, Denis Kurus) feat. Lena Katina; Erstveröffentlichung: 25. März 2014)
- 2014: Who I Am (Erstveröffentlichung: 9. Dezember 2014)
- 2014: Я – это я (Erstveröffentlichung: 9. Dezember 2014)
- 2015: Golden Leaves (Noemi Smorra feat. Lena Katina; Erstveröffentlichung: 12. Januar 2015)
- 2015: An Invitation (Erstveröffentlichung: 12. März 2015)
- 2017: Silent Hills (Erstveröffentlichung: 22. November 2017)
- 2017: Here I Go Again (Daddy Mercury feat. Lena Katina; Erstveröffentlichung: 25. Dezember 2017)
- 2018: После нас (Posle Nas) (Erstveröffentlichung: 4. März 2018)
- 2018: Косы (Kosy) (Erstveröffentlichung: 30. Juli 2018)
- 2018: Макдоналдс (Macdonalds) (Erstveröffentlichung: 12. September 2018)
- 2018: Куришь (Kurish’) (Erstveröffentlichung: 14. Dezember 2018)
- 2019: Стартрек (Startrack) (Erstveröffentlichung: 12. April 2019)
- 2019: Моно (Mono) (Erstveröffentlichung: 8. Juni 2019)

### Weitere Veröffentlichungen
Folgende Lieder wurden als B-Seiten veröffentlicht oder sind zum Download erschienen, wurden aber nicht als offizielle Singles ausgekoppelt.
- 2010: Guardian Angel (feat. Abandon All Ships)
- 2011: Stay
- 2011: Keep on Breathing